# John Paul Jones Arena
John Paul Jones Arena, of JPJ, is een multifunctionele arena die eigendom is van de Universiteit van Virginia in Charlottesville in de Amerikaanse staat Virginia. Sinds de opening in 2006, dient het als de thuisbasis van de Virginia Cavaliers mannen- en vrouwen-basketbalteams, evenals voor concerten en andere evenementen. Met zitplaatsen voor 14.593 fans (bijna twee keer de capaciteit van zijn voorganger, University Hall) is John Paul Jones Arena de grootste overdekte arena in Virginia.